# Peet’s Coffee & Tea
Peet’s Coffee & Tea – amerykańska sieć kawiarni i sklepów sprzedających kawę na wynos z własnej palarni. Założona w 1966 roku przez Alfreda Peeta w Berkeley w Kalifornii, charakteryzuje się tym, że posiada grupę szczególnie oddanych klientów zwanych Peetnikami (ang. Peetniks). Peet’s jest przede wszystkim znana ze swojej mocnej, ciemno palonej kawy.

## Historia firmy
Alfred Peet, znany jako „ojciec wyjątkowej kawy”, założył swój pierwszy sklep Peet’s Coffe & Tea w 1966 roku w Berkeley w Kalifornii. Sklep ten do dzisiaj funkcjonuje w tej samej lokalizacji na rogu ulic Walnut i Vine (2124 Vine Street) w Berkeley, niedaleko Uniwersytetu Kalifornijskiego w Berkeley (chociaż został poddany modernizacji, aby nie odbiegać od wystroju nowszych sklepów sieci). Mieszkając jako dziecko w Holandii Alfred Peet dorastał w rodzinie zajmującej się sprzedażą kawy. W wieku 35 lat przeprowadził się do San Francisco, gdzie wykorzystując nabytą wiedzę założył małą palarnię. Obecnie siedzibą palarni jest pobliskie miasto Alameda – i jest to jedyna „ekologiczna” przetwórnia kawy na świecie. Alfred Peet zmarł na raka 29 sierpnia 2007 roku w swoim domu w Ashland w stanie Oregon mając 87 lat.
Sieć Peet’s była inspiracją dla powstania swojego obecnego wielkiego rywala – sieci Starbucks założonej w Seattle. Trzej założyciele Starbucks'a znali wcześniej osobiście Alfreda Peet'a i kupowali ziarna kawy bezpośrednio od Peet’s podczas pierwszego roku swojej działalności w 1971. Peet sprzedał swoje udziały w 1979, ale dalej zajmował się handlem kawą, aż do roku 1983. W 1984 Jerry Baldwin, jeden z założycieli Starbucks i były partner biznesowy Alfreda Peet'a, oraz współwłaściciel Jim Reynolds, razem z grupą inwestorów kupili cztery sklepy sieci Peet’s w rejonie zatoki San Francisco. W 1987 roku Baldwin i właściciele Peet’s sprzedali sieć Starbucks w celu skupienia się na działalności i rozwoju Peet’s. Dodatkowo, na mocy porozumienia Baldwin i nowy właściciel Starbucks, Howard Schultz, mieli nie konkurować ze sobą w rejonie zatoki San Francisco.
Sieć Peet’s nie wykazuje się taką ekspansją jak Starbucks. Inną ważną cechą odróżniającą te dwie sieci jest większy nacisk ze strony Peet’s na rozwój sklepów sprzedających kawę w opakowaniach. Poza Kalifornią Peet’s jest obecny w postaci kilku kawiarni w paru amerykańskich regionach metropolitarnych (patrz poniżej). Przez krótki czas funkcjonowały również cztery punkty w Tokio.
Firma sprzedała swoje akcje w publicznej ofercie w styczniu 2001 roku. Po bardzo udanym wprowadzeniu do obrotu publicznego akcje spółki, po roku stagnacji, odnotowywały stałe wzrosty. Na miesiąc czerwiec 2006 roku, Peet’s był klasyfikowany jako konkurent sieci Starbucks o wartości rynkowej szacowanej na 393 mln dolarów (Starbucks około 5 mld dolarów).
W 2007 Peet’s otworzył nową i całkowicie ekologiczną palarnię kawy w Alameda w Kalifornii – jedyną taką na świecie. Zastąpiła ona poprzednią przetwórnię w Emeryville również w Kalifornii i oczekuje się, że dzięki niej sieć podwoi swoją sprzedaż osiągając 500 mln dolarów rocznie.
Według planu stworzonego na początku 2008 roku punkty sprzedające kawę Peet’s mają powstać na stacjach kolejki BART w rejonie San Francisco.

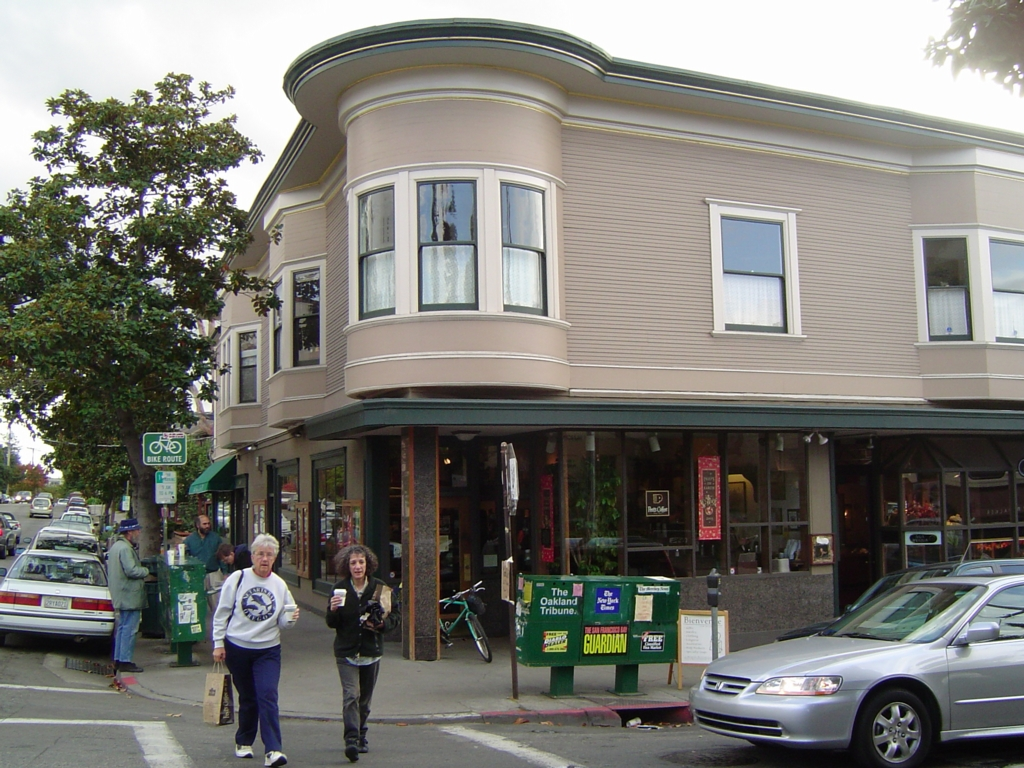
Pierwsza kawiarnia Peet’s Coffee & Tea w Berkeley

## Peet’s jako sprzedawca kawy
Do Peet’s należy 200 punktów sprzedaży w USA, głównie w Kalifornii, gdzie firma ma siedzibę. Poza Kalifornią lokale Peet’s istnieją w stanach Waszyngton, Oregon, Kolorado, Illinois i Massachusetts. W 2005 roku Uniwersytet Berkeley otworzył na swoim kampusie nieopodal istniejącej jadłodajni kawiarnię Peet’s na zasadzie franszyzy. Kawa z palarni Peet’s jest również sprzedawana w wielu sklepach spożywczych w Stanach Zjednoczonych.